# Господари пакла 9: Откровење
Господари пакла 9: Откровење (енгл. Hellraiser: Revelations) америчко-британски је хорор филм из 2011. године, редитеља Виктора Гарсије, са Стивеном Брандом, Ником Еверсманом, Трејси Феравеј, Џејом Гилеспијем и Стефаном Смитом Колинсом у главним улогама. Даг Бредли је, после осам филмова, одвио да се врати у улогу Пинхеда, што ово чини првим наставком у серијалу у ком се он не појављује.
Филм је добио изразито негативне критике и сматра се најслабијим остварењем у овом филмском серијалу. Критичари сајта Ротен томејтоуз оценили су га са 0%, док на ИМДБ-у има оцену 2,7 што је најниже у целом серијалу. Творац оригиналног филма и књиге на којој је заснован, Клајв Баркер, инсистирао је да се његово име не користи у промотивним материјалима за филм, јер он није имао никакве везе са његовим стварањем.
Шест година касније снимљен је нов наставак под насловом Господари пакла 10: Пресуда.

## Радња
Двојица пријатеља, Нико Бредли и Стивен Крејвен, одлазе на путовање у Мексико, где им се губи сваки траг. Покушавајући да открију шта им се десило, њихове породице долазе до Ламентове конфигурације, чијим отварањем призивају Пинхеда и његове Сенобајте.

## Улоге
| Глумац                                   | Улога          |
| ---------------------------------------- | -------------- |
| Стивен Бранд                             | др Рос Крејвен |
| Стивен Смит Колинс Фред Татаскиор (глас) | Пинхед         |
| Ник Еверсман                             | Стивен Крејвен |
| Трејси Феравеј                           | Ема Крејвен    |
| Џеј Гилеспи                              | Нико Бредли    |
| Себастијан Робертс                       | Питер Бредли   |
| Девон Сорвари                            | Сара Крејвен   |
| Сани ван Хетерн                          | Кејт Бредли    |
| Данијел Буран                            | скитница       |
| Џолен Андерсен                           | Женски Чатерер |
| Џејкоб Велман                            | Роберт Елен    |